# Langobardenfeldzug
Der Langobardenfeldzug war eine militärische Unternehmung des fränkischen Königs Karl des Großen gegen das von Desiderius regierte Langobardenreich. Er begann im Spätsommer 773 und endete im Juni 774 mit der Eroberung des Langobardenreichs und seiner Eingliederung ins Fränkische Reich.

## Kriegsgründe

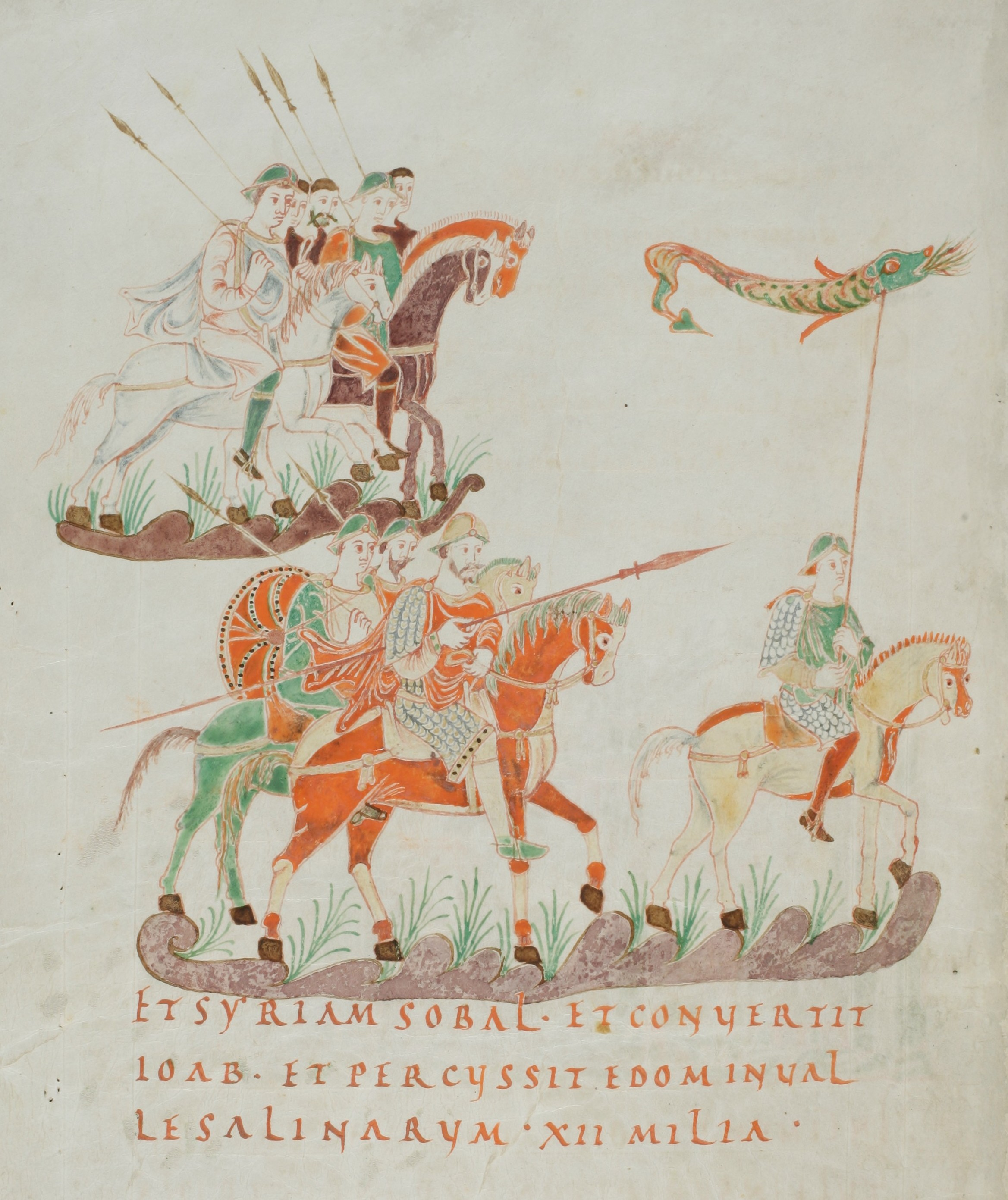
Karolingische Reiterei. Illustration aus dem Psalterium Aureum, St. Gallen, Stiftsbibliothek.

Nach dem Tod König Pippins im Jahr 768 wurde das Frankenreich unter seinen Söhnen Karl und Karlmann aufgeteilt, die jedoch schon bald um Macht und Gebiete rivalisierten. Um das von ihm beherrschte Gebiet nach Süden abzusichern, ging Karl unter Vermittlung seiner Mutter ein Bündnis mit dem Langobardenkönig Desiderius, den Schwiegervater des bayerischen Herzogs Tassilo III., ein. Zur Festigung des Paktes heiratete er zudem Desiderius’ Tochter (ihr Name ist nicht sicher überliefert, wird aber teilweise als Gerperga angegeben; zur Unterscheidung von Karlmanns Frau, die ebenfalls Gerperga bzw. Gerberga hieß, wird sie in Anlehnung an ein Wortspiel von Adalhard von Corbie auch Desiderata genannt).
Karlmann starb überraschend am 4. Dezember 771 im Alter von nur 20 Jahren. Seine beiden Söhne waren zu jung, um sein Erbe anzutreten, und so nutzte Karl die Chance, das Frankenreich erneut zu einen. Karlmanns Witwe Gerberga floh unterdessen mit ihren Söhnen zu Desiderius nach Pavia. Der Langobardenkönig war zwar immer noch mit seinem Schwiegersohn Karl verbündet, konnte aber nicht an einer Einigung des Frankenreichs interessiert sein; eine zu große Macht hätte sich damit in der Hand eines Herrschers befunden. Karl seinerseits empfand das Asyl für Gerberga und ihre Söhne am langobardischen Hof als Provokation. Nach dem Tod Karlmanns war das Bündnis mit Desiderius für ihn ohnehin nicht mehr von Nutzen, deshalb verstieß er dessen Tochter nach nur einjähriger Ehe.
Angesichts des sich anbahnenden Konflikts versuchte Desiderius, den im Februar 772 neugewählten Papst Hadrian I. zu einer pro-langobardischen Politik zu bewegen. Dieser sollte die beiden Söhne Karlmanns zu fränkischen Königen weihen, womit deren legitimes Recht als Thronfolger anerkannt worden wäre. Hadrian, dessen Vorgänger seit Jahrzehnten mit den Langobarden um Gebiete in Nord- und Mittelitalien in Konflikt standen, lehnte jedoch ab. Desiderius ging nun zu militärischen Drohgebärden über; zeitweilig besetzte er römisches Gebiet und konnte angeblich nur unter Androhung des Kirchenbanns von einem Angriff auf Rom abgehalten werden. Da die Franken die Schutzmacht des Kirchenstaates waren, wandte sich Hadrian in einem Hilfegesuch an Karl, der Desiderius daraufhin vergeblich mehrfach Verhandlungsangebote unterbreitete. Eine militärische Auseinandersetzung schien somit unausweichlich.

## Der Feldzug

### Die Alpenüberquerung
Vor dem anstehenden Zug über die Alpen ließ Karl im Sommer 773 sein Heer bei Genf versammeln und teilte es in zwei Korps: Eines führte er persönlich über die Route Chambéry–Modane–Mont Cenis, das andere sein Onkel Bernhard über die Route Martigny–Grosser St. Bernhard–Aosta–Ivrea nach Italien.

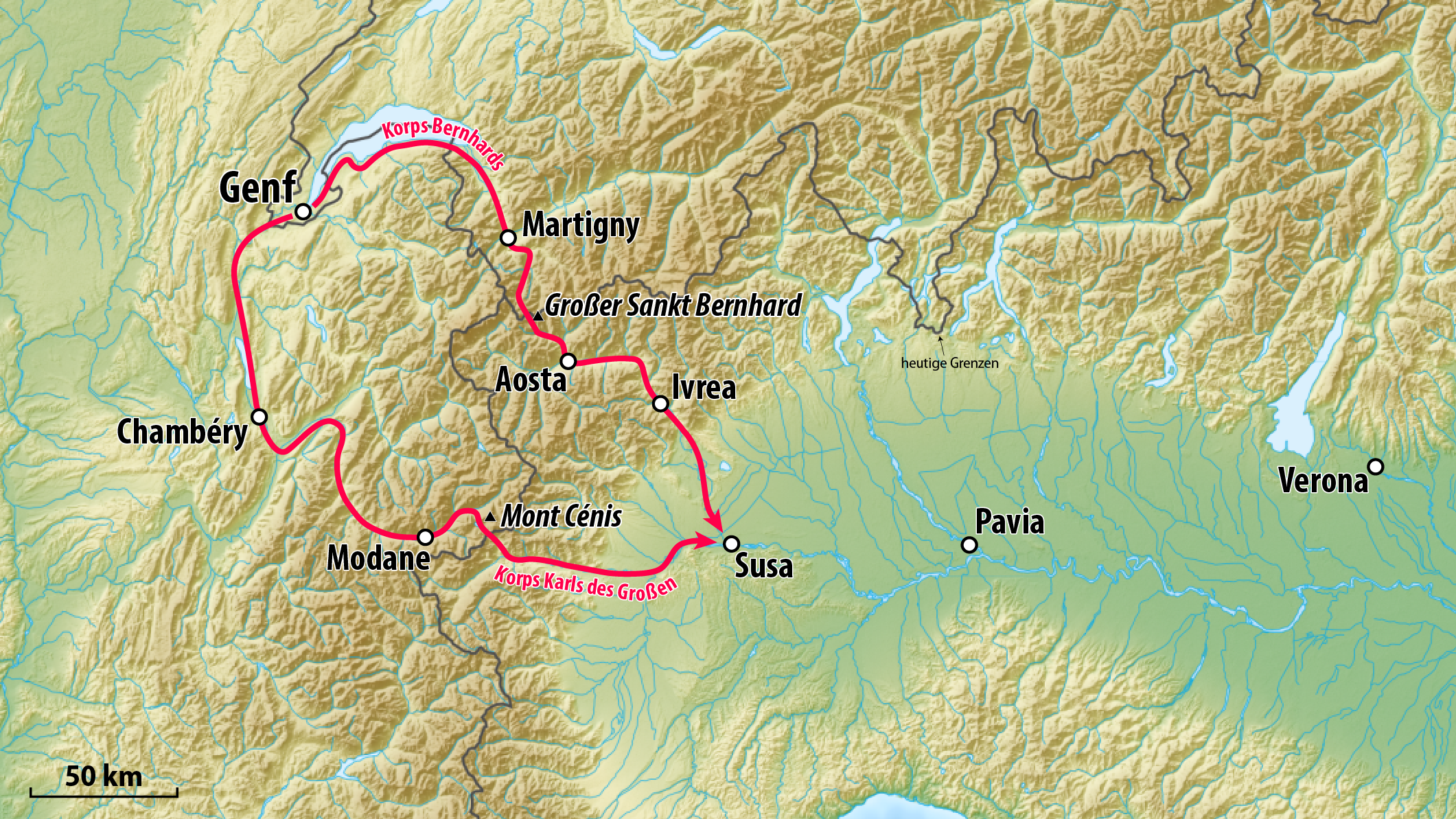
Alpenüberquerungen während des Langobardenfeldzugs

Einer überlieferten Beschreibung des weiteren Verlaufs zufolge vereinigten sich die beiden Heeresteile wieder in der Nähe von Susa, auf der italienischen Seite der Alpen. Östlich von ihnen im Susatal lag eine natürliche Engstelle, die sogenannten Klausen von Sankt Michael. Dort versuchten Desiderius und sein Sohn Adelchis, die den Franken in einer offenen Feldschlacht klar unterlegen waren, die Invasoren aufzuhalten. Einen Angriff konnte Karl nicht wagen, so sandte er erneut ein Verhandlungsangebot an die Langobarden; ohne Erfolg. Karls Vormarsch kam zum Stehen.
Die Legende berichtet nun, dass ein langobardischer Spielmann des Nachts ins fränkische Lager kam und Karl anbot, seine Männer auf einem unbekannten Bergpfad in den Rücken der Langobarden zu führen. Er verlangte dafür, dass ihm alles Land gehören solle, soweit man sein Horn vernehme. Karl willigte ein, und nach der erfolgreichen Aktion stellte sich der Spielmann auf einen Berg, blies in sein Horn, und ging danach durch alle umliegenden Täler. Wen er traf, fragte er, ob er blasen gehört habe. Bejahte derjenige, ohrfeigte er ihn, und betrachtete ihn als sein Eigentum. Diese Geschichte fand Eingang in Jacob Grimms Sammlung deutscher Sagen; sie stammt ursprünglich aus der Chronik des nahen Klosters Novalesa. Da diese aber erst über zwei Jahrhunderte später entstanden ist, kann die Historizität der Geschichte bezweifelt werden.
Der beschriebene Ablauf ist jedoch wenig glaubhaft – es ist geographisch gar nicht möglich, dass sich Karls und Bernhards Heeresteile auf der Westseite der Klausen vereinigten. Bernhard hätte, auf seiner Route von Ivrea kommend, das Heer der Langobarden passieren müssen, da das Susatal nur jenen einen östlichen Eingang hat, den Desiderius versperrte. Beide Heeresteile der Franken hätten sich so erst in der gavensischen Ebene vereinigen können.
Wahrscheinlicher ist deshalb, dass Karl schon in Genf erwartete, dass Desiderius ihm an den Klausen entgegentreten würde. Auch König Aisthulf hatte dies 756 getan, als Karls Vater Pippin gegen die Langobarden zog. Karl könnte genau aus diesem Grund sein Heer geteilt haben, wobei die Franken stets in mehreren Abteilungen auf einen zuvor bestimmten Ort zu zogen. Die zweite Abteilung, mit der Desiderius offenbar nicht gerechnet hatte, wäre zu den Klausen aus östlicher Richtung gekommen, während Karl im Westen stand. Mit dem letzten Verhandlungsversuch sollte daher vermutlich nur Zeit gewonnen werden, bis Bernhards Truppen in Stellung waren.
Ob durch vorgehende Planung oder die Hilfe des Spielmanns – Karl schaffte es, Desiderius in den Rücken zu fallen. Als dieser seine ausweglose Lage erkannte, befahl er den Rückzug, der großenteils ungeordnet geschah. Während die Langobarden in Richtung Poebene flohen, setzten die Franken nach. Hinter den Mauern seiner Hauptstadt Pavia versuchte sich Desiderius in Sicherheit zu bringen. Sein Sohn Adelchis floh zu Karlmanns Witwe Gerberga in das ebenfalls stark befestigte Verona.

### Belagerung von Pavia und Verona
Im Herbst 773 begann Karl die Belagerung Pavias. Da er bei der Alpenüberquerung keine der – bei Pippins Aquitanienfeldzug bewährten – Belagerungsmaschinen hatte mitnehmen können, wollte er die Stadt aushungern. Bis Ende 773 war keine Entscheidung gefallen.
Ein Teil des Heeres belagerte gleichzeitig Verona. Obwohl die Stadt zu den am stärksten befestigten im langobardischen Reich gehörte, ergab sich Gerberga. Adelchis konnte fliehen und gelangte über Umwege nach Konstantinopel. Da es vor der Stadt anscheinend keine Kampfhandlung gab, wurde Gerberga an Karl ausgeliefert. Was mit ihr und ihren bzw. Karlmanns Söhnen anschließend geschah, ist nicht bekannt.
An Ostern 774, als die zermürbende Belagerung von Pavia bereits ein halbes Jahr andauerte, zog Karl mit einem Heeresteil nach Rom. Von Papst Hadrian empfangen, erneuerte er dort das Bündnis der Franken mit dem Papsttum, die sogenannte Pippinsche Schenkung, die der Kirche Besitzungen in Mittelitalien garantierte. Noch im April kehrte Karl vor das eingeschlossene Pavia zurück, dessen Verteidiger durch Nahrungsmangel und ausbrechende Seuchen dezimiert worden waren. Am 4. Juni 774, nach gut neunmonatiger Belagerung, kapitulierte die Stadt und damit der langobardische König Desiderius.

## Ausgang
Schon einen Tag nach der Einnahme Pavias nahm Karl den Titel des „Königs der Langobarden“ an. Desiderius wurde in ein fränkisches Kloster verbannt. Sein Sohn Adelchis konnte sich nach Byzanz absetzen, spielte aber in den nachfolgenden Jahren keine wesentliche Rolle mehr, auch wenn er an einem späteren Aufstand in Norditalien beteiligt gewesen sein soll, der Karl erneut zur Überquerung der Alpen zwang. Für die Verwaltung der neuen Gebiete beorderte Karl fränkische, burgundische und alemannische Adlige. Als rex Francorum et Langobardorum („König der Franken und Langobarden“) kontrollierte er nun das gesamte westliche Europa (mit Ausnahme der Britischen Inseln und der größtenteils von den Mauren beherrschten Iberischen Halbinsel). Die militärische Überlegenheit der Franken war eindrucksvoll bewiesen worden. Gleichzeitig wurde das enge Geflecht von fränkischem Königtum (später Kaisertum) und dem Papst verfestigt. Papst Zacharias hatte bereits Karls Vater Pippin zur Übernahme des fränkischen Königstitels von der Familie der Merowinger legitimiert.